# Osieka
Osieka (deutsch Hermenhagen) ist eine polnische Ortschaft, die als Schulzenamt zur Gmina Bartoszyce (Landgemeinde Bartenstein) in der Woiwodschaft Ermland-Masuren gehört.

## Geografie
Osieka liegt im Norden Polens in der Sępopoler Tiefebene. Die Stadt Bartoszyce (Bartenstein) liegt in nördlicher Richtung sechs Kilometer entfernt, von dort sind es 16 Kilometer zum polnisch-russischen Grenzübergang Bezledy  (deutsch Beisleiden). Die Verbindung erfolgt über die polnische Landesstraße 51 (hier auf der Trasse der früheren deutschen Reichsstraße 142), die durch Osieka führt. Osieka ist umgeben von landwirtschaftlichen Flächen und liegt auf einer Höhe von 69 Metern. Nordwestlich verläuft der Fluss Łyna  (deutsch Alle) in Richtung Norden.

## Geschichte

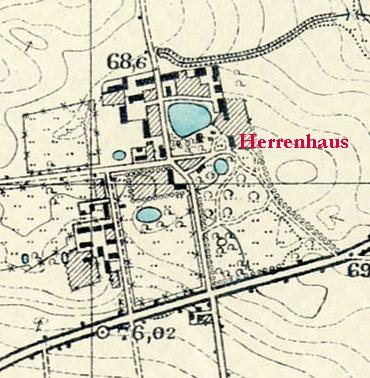
Kartenausschnitt von 1913

Nachdem der Deutsche Orden Anfang des 14. Jahrhunderts den ehemals prußische Gau Barten erobert und mit der Besiedlung begonnen hatte, gründete Hermann von Heyne 1340 die nach ihm benannte Siedlung Hermenhagen. Dort wurde im 16. Jahrhundert ein Adelsgut angelegt. Erst für die Zeit von 1821 bis 1829 wurde mit der polnischen Adelsfamilie Kurowski ein Eigentümer bekannt. Zu diesem Zeitpunkt gehörte Hermenhagen bereits zum Königreich Preußen und wurde vom Landkreis Friedland (1928 in Landkreis Bartenstein umbenannt) verwaltet. Anschließend übernahm die Familie von Printzen das Gut, zu dem 1833 824 ha Land und ein Vorwerk gehörten. Dem Hauptgut waren ein kölmisches Gut und sechs Bauerngüter abgabenpflichtig. Auf dem Gut lebten 193 Einwohner, darunter fünf Handwerker. Der Gutsherr errichtete 1829 zunächst ein Herrenhaus im spätklassizistischen Stil, das 1861 italienisierend umgebaut wurde.
1874 wurde Hermenhagen in den Amtsbezirk Groß Schwaraunen (polnisch Szwaruny) eingegliedert. Nach der Familie von Printz wechselten die Eigentümer in kurzer Folge, und als 1905 Wiliam Freiherr Schoultz von Ascheraden (* 1840; † 1914) das Adelsgut übernahm, war es nur noch 500 ha groß. 1910 hatte der Gutsbezirk Hermenhagen 248 Einwohner, während in der Landgemeinde nur 32 Menschen wohnten. Nach von Ascheradens Tod übernahm die Familie Richter das Gut, doch der Gutsherr verspielte den Besitz, sodass Teile des Guts verkauft werden mussten. Diese wurden anschließend aufgesiedelt. 1916 wurde die Deutsch-Reichsbahnstrecke Wehlau–Friedland–Bartenstein–Heilsberg in der Nähe von Hermenhagen vorbeigeführt, der nächste Bahnhof befand sich im zwei Kilometer entfernten Kraftshagen (Krawczyki). Die dann als Polnische Staatsbahnlinie 225  befahrene Bahnstrecke Lidzbark Warmiński–Bartoszyce wurde 1994 demontiert. 1928 wurde der bis dahin administrativ selbständige Gutsbezirk Hermenhagen aufgelöst und der Landgemeinde Hermenhagen zugeschlagen. Diese hatte 1933 350 Einwohner. Letzter deutscher Eigentümer auf Gut Hermenhagen war Klaus Wegel, der nur noch 250 ha Land besaß.
Nach dem Zweiten Weltkrieg kam Hermenhagen unter polnische Verwaltung und wurde in Osieka umbenannt. Die deutschen Bewohner waren geflohen oder wurden vertrieben. Der Ort wurde 1946 zunächst in die Woiwodschaft Olsztyn eingegliedert, 1998 kam er zur Woiwodschaft Ermland-Masuren. 1983 standen in Osieka 41 Wohnhäuser, der Ort hatte 227 Einwohner, im Jahre 2021 waren es 195. 47 Bauernhöfe bewirtschafteten 571 Hektar Land.

## Herrenhaus

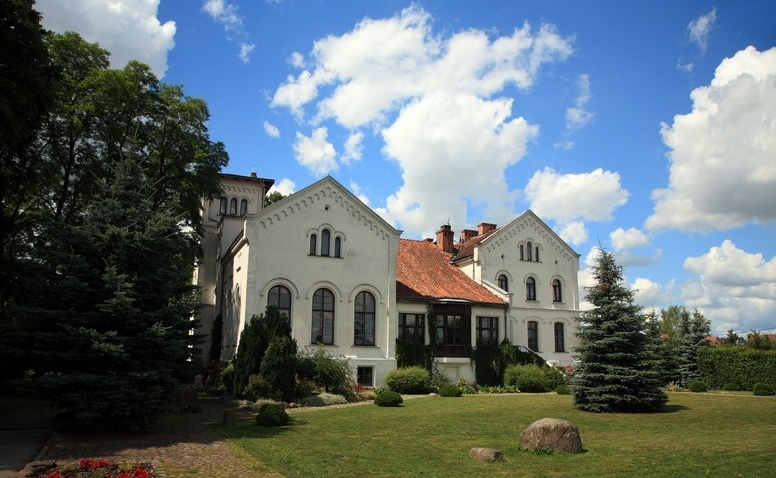
Herrenhaus 2008

Nach dem Erwerb von Gut Hermenhagen errichtete die Familie von Printzen 1829 ein Herrenhaus im spätklassizistischen Stil. Otto von Printzen veranlasste 1861 den Umbau des Hauses in italianisierenden Formen. Das Gebäude ist auf einem rechteckigen Grundriss errichtet worden. Der eingeschossige Mitteltrakt wird von zwei Risaliten eingerahmt. Dem südlichen Risalit ist rückseitig ein dreigeschossiger quadratischer Turm angefügt. Mitteltrakt und Risalite ruhen auf einem Tiefgeschoss. Der eingeschossige Südrisalit ist mit seinen Außenwänden dreiachsig mit großen Rundbogenfenstern ausgeführt. Sein nördliches Pendant ist zweigeschossig, die unteren Fenster haben Flachbögen, die darüberliegenden Fenster sind rundbogig. Der Mittelteil trägt nach Osten einen hölzernen Erker, der von zwei rechteckigen Fenstern flankiert wird. Die Rückseite ist eine fünfachsige Fensterfront mit flachbogigen Einfassungen. Während der Turm flach gedeckt ist, tragen die übrigen Gebäudeteile Satteldächer. Das Herrenhaus wurde innerhalb eines Landschaftsparks errichtet.
Nach 1945 übernahm die Landgemeinde Bartoszyce das Haus und richtete dort eine Grundschule ein. Später wurde es zu kulturellen Zwecken und für Wohnungen genutzt. Wegen mangelhafter Unterhaltung verfiel das Gebäude zusehends. 1993 erwarben die Eheleute Suberlak aus Bartoszyce das Grundstück, nahmen unter der Aufsicht von Konservatoren Renovierungen vor und nutzten es als Ausstellungsobjekt. Im Jahr 2000 wurde das Haus im Rahmen eines Dankmalwettbewerbes mit einem Preis ausgezeichnet. Seit einigen Jahren ist im ehemaligen Herrenhaus das Hotel Biały Książe (Weißer Prinz) untergebracht.

## Religion
Christentum
Bis 1945 war Hermenhagen in die evangelische Stadtkirche Bartenstein in der Kirchenprovinz Ostpreußen der Kirche der Altpreußischen Union, außerdem in die römisch-katholische St.-Bruno-Kirche der Kreisstadt im damaligen Bistum Ermland eingepfarrt.
Auch heute besteht der kirchliche Bezug nun auch von Osieka zur Kreisstadt Bartoszyce: zur dortigen katholischen Pfarrei, die nun dem Erzbistum Ermland zugehört, und auch zur evangelischen Kirchengemeinde, die jetzt eine Filialgemeinde der Johanneskirche in Kętrzyn (Rastenburg) in der Diözese Masuren der Evangelisch-Augsburgischen Kirche in Polen ist.

## Persönlichkeit des Ortes
- Johann Bernhard von Manstein (1740–1816), preußischer Generalmajor, Erbherr auf Hermenhagen